# Mispila plagiata
Mispila plagiata är en skalbaggsart som först beskrevs av Maurice Pic 1934.  Mispila plagiata ingår i släktet Mispila och familjen långhorningar. Inga underarter finns listade i Catalogue of Life.